# 明治控股
明治控股是日本的一家控股公司，明治為其全資子公司，使其成為世界最大的糖果公司之一。

## 歷史
由大日本明治製糖衍生出來的明治製菓和明治乳業在2008年11月宣佈將成立一家控股公司，2009年明治控股成立。2010年9月14日明治製菓和明治乳業合併形成明治，而其醫藥部門則單獨形成一家製藥公司Meiji Seika Pharma。「明治製菓」和「明治乳業」的社名在2011年3月31日正式棄用。

## 外部連接
- 官方网站